# ビオロゲン

パラコートは代表的なビオロゲンである

ビオロゲン（Viologen、ビオローゲンとも表記する）は(C5H4NR)2n+ の化学式で表記される有機化合物の総称である。  一部のビオロゲンはさらにピリジル基が修飾されている。
ビオロゲンの名称はラテン語のviolet（紫）に由来する。還元により紫色を呈色するためである。
代表的なビオロゲンの一種であるパラコート (R = メチル)は、除草剤として広く用いられている。また1930年代初頭には、酸化還元指示薬として用いられていた。
他のビオロゲンも、還元酸化により可逆的に色を変えるため、商品化されている。ビオロゲンの1電子還元体であるラジカルカチオン(C5H4NR)2+は強い青色を示す。

## ビオロゲンの種類
ビピリジニウム誘導体として、ビオロゲンは4,4'-ビピリジルと関連している。これらの化合物の塩基性窒素中心がアルキル化されビオロゲンとなる。
(C5H4N)2  +  2 RX   →   [(C5H4NR)2]2+(X−)2
この反応により窒素原子が4級化する。Rがメチルの時パラコートとなり、水溶性である。他にも調査アルキル基やフェニル基などの多様な官能基が導入され、調べられてきた。

## 酸化還元特性
ジカチオン体のビオロゲンは、通常2段の1電子還元を受ける。1段目の還元反応により、色の濃いラジカルカチオンが生成する:
[V]2+  +  e− {\displaystyle {\ce {<=>>}}}  [V]+
4,4'-ビオロゲンのラジカルカチオンは青色、2,2'-ビオロゲンの誘導体は緑色を示す。
2段目の還元により黄色のキノイド構造が生成する。:
[V]+  +  e− {\displaystyle {\ce {<=>>}}}  [V]0
この酸化還元過程においては、構造変化をほとんど引き起こさないため電子移動は速い。酸化還元反応の可逆性は非常に良好であり、酸化還元活性を示す有機物の中では比較的安価である。そのため生化学的酸化還元反応に便利な比色試薬である。

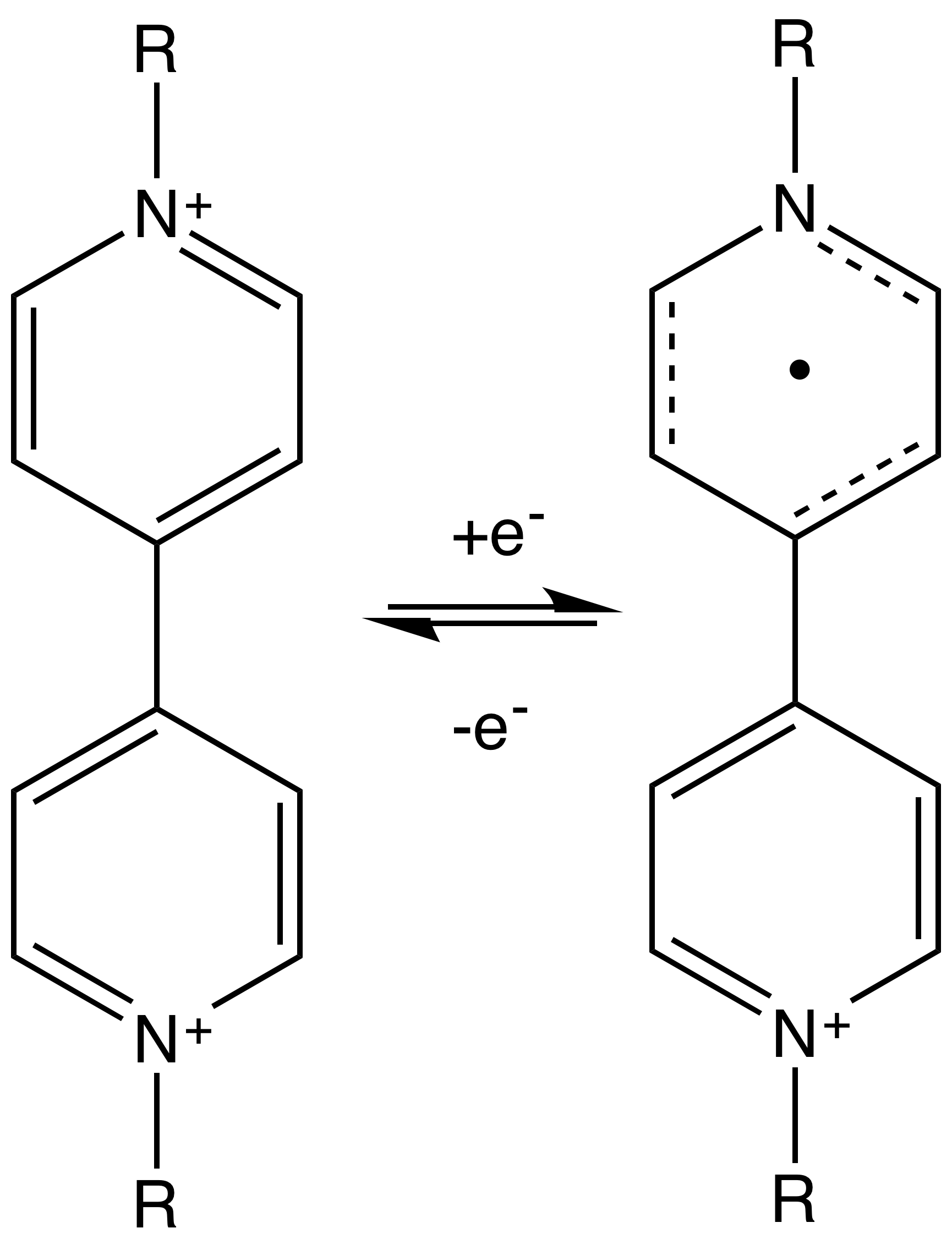
Redox couple for viologen. The 2+ species on the left is colorless, the 1+ species on the right is deep blue or red, depending on the identity of Rビオロゲンのレドックス。左の2+種は無色で、右の1+種はRによって濃い青か赤になる。

## 研究
ビオロゲン化合物はホストーゲスト会合体を構築することがあり、これが2016年のノーベル化学賞の対象となった分子マシンにおいて重要なモチーフとなった。

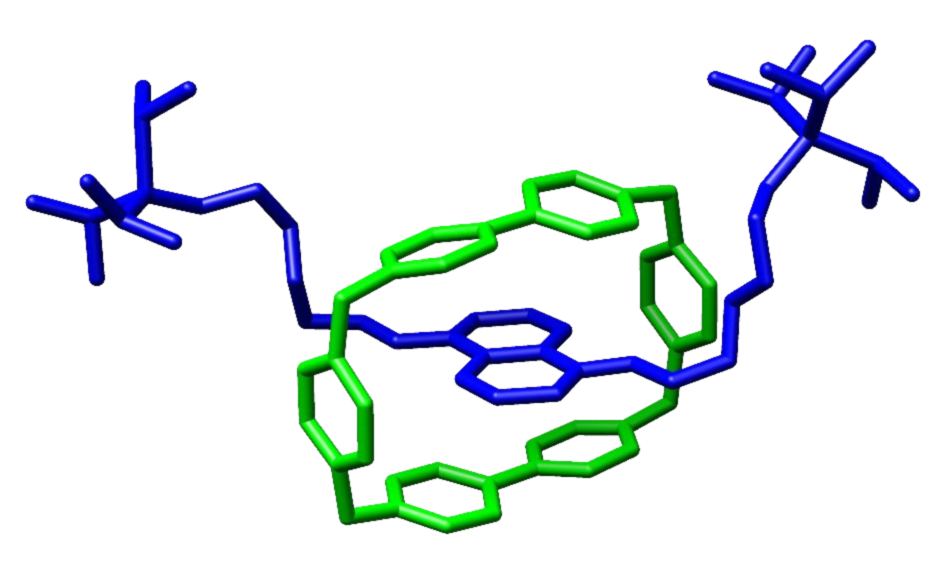
緑の部分（cyclobis(paraquat--phenylene)）は環状ビスビオロゲンであり、青色の部位と炉タキサンを構築している。

ビオロゲンはまたレドックスフロー電池における負極材料や炭水化物の酸化反応の助触媒としても検討されている。

## 関連する化合物
ジクワット は2,2'-ビピリジンから得られるビオロゲンの異性体である。ジクワットも電子移動を阻害するため除草剤として機能する。

ジクワットは2,2'-ビピリジンから合成される、ビオロゲンと関連する化合物である。

アリーレン、ビニレン、チオフェンなどの共役官能基をピリジン間に挿入することで、拡張ビオロゲン化合物が得られる。ジオクチルビス（4-ピリジル）ビフェニルビオロゲン 2 は、DMF中でナトリウムアマルガムにより還元され、中性ビオロゲン 3 になる。
キノイド3aとビラジカル3bの共鳴構造は、共鳴構造に等しく寄与している。3bが寄与する原動力は、ビフェニルユニットの芳香族性の回復である。X線結晶構造解析の結果、この分子はわずかな窒素のピラミッド化を伴う実質的な共平面構造であり、中心炭素結合は一般的な二重結合（136pm）よりも長い（144pm）ことがわかった。さらに、ビラジカルは三重項と一重項の混合物として存在するが、ESRシグナルは検出されない。この意味で、この分子は1907年に発見されたChichibabinの炭化水素に似ている。また、溶液中では青色を呈し、結晶になると金属緑色を呈する点も共通している。
化合物3は非常に強い還元剤で、その還元電位は -1.48Vである。

## 応用
除草剤のパラコートは広く使われるビオローゲンの例である。2,2'-, 4,4'-, または 2,4'-ビピリジニウムを基盤としたビオロゲンの毒性は、安定なラジカルを形成する性質に関連する。この酸化還元活性により、これらの種は植物の電子伝達鎖を阻害することができる。
ビオロゲンは、還元酸化により、可逆性がよく劇的な色の変化を示すため、エレクトロクロミック材料として実用化されている。一部の用途では、N-ヘプチルビオロゲンが使用されている。チタニアや酸化インジウムスズなどの導電性固体担体も使用されている。